# Asenovo (Veliko Tarnovo)
Asenovo (Bulgaars: Асеново) is een dorp in het noordoosten van Bulgarije. Zij is gelegen in de gemeente Strazjitsa in oblast oblast Veliko Tarnovo. Het dorp ligt ongeveer 39 km ten oosten van Veliko Tarnovo en 228 km ten oosten van de hoofdstad Sofia.

## Bevolking
De telling van 1934 registreerde 2.102 inwoners. Dit aantal was twaalf jaar later vrij stabiel gebleven (2.101 personen). Vanaf dat moment begon het inwonersaantal echter drastisch terug te lopen. Zo werden er op 31 december 2019 zo'n inwoners geteld. Van de 636 inwoners reageerden er 622 op de optionele volkstelling van 2011. Het dorp heeft een gemengde bevolkingssamenstelling. Zo’n 298 personen identificeerden zich als Bulgaarse Turken (47,9%), terwijl 278 personen zich als etnische Bulgaren (44,7%) identificeerden.
Van de 636 inwoners die in februari 2011 werden geregistreerd, waren er 157 jonger dan 15 jaar oud (25%), terwijl er 102 inwoners van 65 jaar of ouder werden geteld (16%).